# Matteo Terzaghi
Matteo Terzaghi (* 1970 in Bellinzona) ist ein Schweizer Künstler und Autor.

## Leben
Matteo Terzaghi studierte Philosophie an der Universität Genf und promovierte über Nelson Goodman. Er arbeitet seit 1995 mit dem Bildkünstler Marco Zürcher (* 1969) zusammen, mit dem er 2003, 2005 und 2006 mit dem Eidgenössischen Kunstpreis gefördert wurde und 2009 den Manor Kunstpreis erhielt. Er lebt und arbeitet als Verlagslektor in Lugano. 

## Beiträge (Auswahl)
- Ufficio proiezioni luminose. Quodlibet 2013 (Schweizer Literaturpreis)
  - Amt für Lichtbildprojektion. Übersetzung Barbara Sauser, Verlag die Brotsuppe, Biel 2015.
- mit Marco Zürcher: non c’è memoria senza fantasma: racconti fotografici e proiezioni. Ausstellung. Museo cantonale d’arte, Lugano 2009.
- mit Marco Zürcher: The Tower Bridge e altri racconti fotografici. Periferia, Luzern 2009.
- mit Marco Zürcher: Che ci faccio qui. Periferia, Luzern 2009.
- mit Marco Zürcher: Vedi alla voce enciclopedi. = Siehe Stichwort Lexikon. Installation. Hier+jetzt, Baden 2008.
- mit Marco Zürcher: Le cahier des chiens. Bellinzona 2008.
- Das Unsichtbare besichtigen. Ausstellungsbeitrag. Aus dem Italienischen von Barbara Sauser. Kenworthy-Ball, Zürich 2008.
- mit Marco Zürcher: Da qualche parte sulla Terra. Periferia, Luzern 2006.
- Il merito del linguaggio: scrittura e conoscenza. Casagrande, Bellinzona 2006.
- Ina : la formica dell’alfabeto. AER, Bozen 2001.
- Undici gatti paracadutisti: una storia. AER, Bozen 1997.